# トモス (正教会)

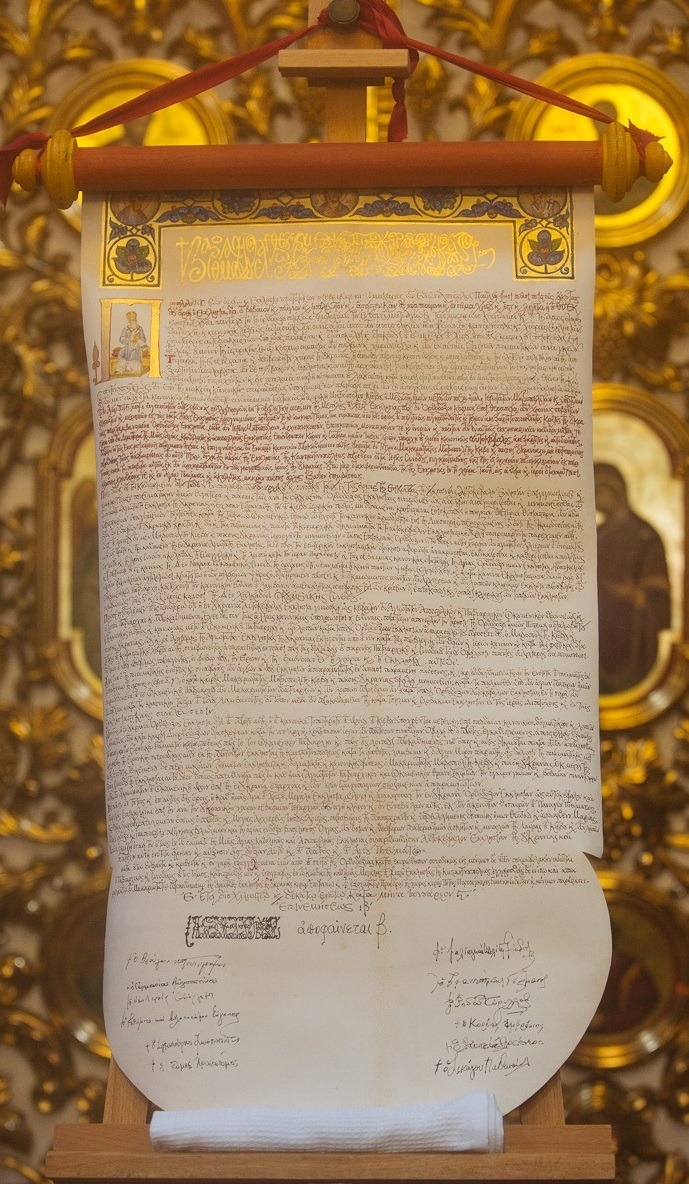
ウクライナ正教会の独立を示すトモス。エキュメニカル総主教 ヴァルソロメオス1世によって2019年1月5日署名

正教会におけるトモス（ギリシア語: τόμος, ロシア語: томос, 英語: tomos）とは、独立正教会位の祝福といった、聖シノドによる主要な宣言やそれに類する公布されたものを含む、小さな文書のこと。